# SCELBI
SCELBI fue un primer modelo de microcomputadora basada en el procesador Intel 8008. La empresa SCELBI (derivada de SCIentific-ELectronics-BIology) Computer Consulting se originó en 1973, fundada por Nat Wadsworth (noviembre de 1988). El SCELBI 8H se comercializó en 1974 y se entregó como una unidad ensamblada o como un kit, con cinco placas de circuito básicas y una expansión de memoria de 16.384 palabras de 8 bits cada una. La compañía ofreció dispositivos de E/S que incluyen un teclado, una interfaz de teleimpresora, una interfaz de osciloscopio alfanumérico y una interfaz de cinta de casete para el almacenamiento de datos. El sistema básico solo usaba un panel frontal con 11 interruptores y LED para entrada y salida. 

## Historia
En 1973, cuando el ordenador Micral hizo su debut, Nate Wadsworth y Bob Findley, fundadores de la nueva Scelbi Computer Consulting en Milford (Connecticut), diseñaron el microordenador Scelbi-8H, que ahora es reconocido como el primer kit de ordenador de microprocesador en llegar al mercado, puesto que el Micral no era un kit, sino que sólo estaba disponible de forma acoplada, mientras que el Scelbi estaba disponible tanto en kit como en forma acoplada.
El primer anuncio de mercado para Scelbi-8H fue un pequeño anuncio publicado en la edición de marzo de 1974 de la revista de radio QST. A partir del anuncio, los precios del kit del Scelbi-8H subían desde 440 dólares, aunque con 1K de RAM, el precio eran de 500 dólares.
El Scelba-8H estaba basado en el primer microprocesador de Intel de 8 bits-8008 (abril de 1972), que era el predecesor de la CPU Intel 8080, utilizada en el Altair 8800. Este microprocesador era capaz de abarcar 16Kb de memoria y fue el primero en diseñar microordenadores. Aunque el microordenador tuviera 1K de RAM de fábrica, se podían comprar hasta 15K de RAM adicionales por 2.760 dólares. Tenía una interfaz de cinta de casete como las de osciloscopio o teletipo.
Las competencias no tardaron demasiado en llegar. En junio de 1974, Radio-Electronics publicó planos para una máquina 8008 similar llamada Mark-8, que los aficionados expertos podían fabricar por el precio de las piezas. Empresas como MITS empezaron a vender sistemas basados en procesadores de mayor capacidad, como por ejemplo el 8008 utilizado en el Altair 8800 de MITS. Scelbi, sin embargo, respondió a todo esto presentando el precursor del Scelbi-8H: el Scelbi-8B, que tenía 16K de memoria y más software a su disposición.
Al principio, no existía un lenguaje de programación de alto nivel para el Scelbi-8H, aunque más tarde Wadsworth escribió un libro titulado "Machine Language Programming" donde enseñaba el lenguaje y las técnicas de programación del lenguaje de la máquina, necesarias para utilizar el Scelbi-8H. El libro incluía una lista de paquete de punto flotante, lo que lo convirtió en uno de los primeros ejemplos de distribución de software personal en los inicios de lo que sería la fuente abierta. Debido a las semejanzas entre el 8008 y el 8080, este libro se popularizó entre los usuarios de Scelbi, pero también entre usuarios de hardware externos a él.
Sin embargo, el Scelbi-8H no se vendió bien y el año siguiente se lanzó otra versión más enfocada a los negocios, el Scelbi-8B, que tampoco tuvo mucho éxito. Sólo se produjeron unas 200 cajas de Scelbi-8B en 1975, vendidas a 580 dólares cada una de ellas.
La empresa Scelbi descubrió que ganaban más dinero con el libro que habían hecho que con los productos en sí. Es por eso que, a finales de los 70, la compañía dejó de fabricar hardware y empezó a fabricar software documentado en forma de libro, con muchos juegos, un monitor, un editor, un acoplador, y un lenguaje de alto nivel llamado SCELBAL para competir con el Altair BASIC.

## Características y derivaciones

### Scelbi-8H
La primera versión del Scelba fue la 8-H, la H refiriéndose a Hobbys (aficionado en inglés). Tenía las siguientes características:
- 8 placas madre con las siguientes tarjetas:

1. Tarjeta del panel frontal
2. Ranura de la CPU
3. Buffer de datos y ranura de entrada
4. Ranura de puerto de salida
5. 4 Ranuras de memoria: hasta 1K SRAM por cada ranura para un total de 4K.

- En la parte posterior del chasis había un panel que contenía:

1. 8 puertos de salida paralelos de 8 bits
2. 6 puertos de entrada paralelos de 8 bits
3. 1 conexión de alimentación

### Scelbi-8B
La segunda versión se llamaba 8-B, la B refiriéndose a Business (negocio en inglés). Tenía todas las características del 8H pero se añadieron 16K de memoria con una tarjeta de memoria adicional actualizándola a módulos de memoria de 4K utilizando 2.102 memoria. Tenía las siguientes características:
- 9 Placas posteriores con las siguientes tarjetas:

1. Tarjeta del panel frontal (la misma tarjeta que el 8H)
2. Tarjeta CPU (la misma tarjeta que el 8H)
3. Buzón de datos y tarjeta de entrada (la misma tarjeta que el 8H)
4. Tarjeta de puerto de salida (la misma tarjeta que el 8H)
5. Carro de expansión de memoria
6. 4 ranuras de memoria: hasta 4Kb de RAM en cada ranura por un total de 16K. Cada tarjeta podía contener hasta 32 chips de memoria de 1K.

- El chasis era básicamente el mismo que el 8H, aunque la ranura adicional del plano posterior de la tarjeta de dirección de memoria tuvo un poco más de espacio en la parte superior del chasis.[3]